# Almoradí
Almoradí ist eine Gemeinde im Südosten von Spanien an der Costa Blanca. 2024 hatte die Gemeinde 22.464 Einwohner.

## Geografie
Almoradí gehört zur Comarca Vega Baja del Segura der Provinz Alicante in der Valencianischen Gemeinschaft. Almoradí befindet sich im spanischen Sprachgebiet.

## Wirtschaft
Almoradí ist ein Zentrum der Möbelherstellung. In der Landwirtschaft ist der Anbau von Zitrusfrüchten bestimmend.

## Söhne und Töchter der Gemeinde
- Alejandro Manzanera Pertusa (* 2003), Tennisspieler